# Gianni Rivera
Giovanni „Gianni“ Rivera (18. srpen 1943 Alessandria, Italské království) je bývalý italský fotbalový záložník.
Stal se prvním Italským fotbalistou co získal Zlatý míč (1969). Kromě první sezóny, kterou strávil v rodném městě v Alessandrii, hrál devatenáct let za AC Milán. Je držitelem tří titulů v lize (1961/62, 1967/68, 1978/79), čtyř vítězství v domácím poháru (1967, 1972, 1973, 1977), dvou poháru PMEZ (1962/63, 1968/69) a poháru PVP (1967/68, 1972/73) a jednoho Interkontinentálního poháru (1969). V nejvyšší lize odehrál 527 utkání a vstřelil 128 branek, což jej řadí na první místo mezi záložníky.
Dvanáct let reprezentoval Itálii. Má zlatou medaili z ME 1968 a stříbrnou z MS 1970. Zaujímá 19. místo, první z Italů, ve zvláštním žebříčku nejlepších fotbalistů ve 20. století, která vydala IFFHS. Pelé ho roku 2004 zařadil mezi 125 nejlepších žijících fotbalistů. V roce 2013 vstoupil do síně slávy Italského fotbalu a v roce 2015 byl mezi první stovkou sportovců, která byla vytesána na chodníku slávy Italského sportu.
Od roku 1987 působí v politice a zastával různé parlamentní a vládní funkce.

## Klubová kariéra

### Začátky
Narodil se ve Vall San Bartolomeo v provincii Alessandria, a právě za toto mužstvo kopal poprvé, Výjimečným talentem na sebe upozornil celé Itálie. V útlém věku 16 let debutoval v Serii A za AC Milán, bylo to 2. června 1959. Poté se vrátil do mateřského klubu.

### AC Milán
Roku 1959 ho kupuje AC Milán za 65 000 liber. Na fotbalistu tak nízkého věku to byla rekordní suma. Protože na 1. ligu ještě tehdy nebyl plně připraven, zůstal ještě na jednu sezonu v Alessandrii.
Nabídnout kontrakt tak mladému hráči bylo pro milánský klub takřka osudovým krokem. Rivera se rychle vypracoval v oporu týmu. Ve 20letech byl na druhém místě v tabulce střelců. Jeho osudový rok byl 1962. Nejenže vyhrál s klubem titul, ale kvalifikoval se s mužstvem do PMEZ a ten také na konci ročníku 1962/63 vyhrál, když ve finále Milán porazil silnou Benficu Lisabon 2:1 a Rivera byl hrdinou dne.
Až za 6 let po vítězství v PMEZ se dočkal prvního Zlatého míče určeného pro nejlepšího fotbalistu v Evropě (v roce 1969). Tehdy se takové pocty dostalo poprvé fotbalistovi narozeném v Itálii. Toho roku totiž klub dovedl opět k triumfu v PMEZ.

### Poslední léta
Často si nebral servítky. V průběhu 70. let se opakovaně připomínal kontroverzními prohlášeními a poznámkami. Jednou mu byl zakázán start, když prohlásil že rozhodčí nadržují Juventusu.
Po konci kariéry se dal na dráhu politika a dotáhl to až na náměstka ministra zahraničí.

## Hráčská statistika
| Sezóna  | Klub        | Liga    | Liga   | Liga | Ligové poháry | Ligové poháry | Ligové poháry | Kontinentální poháry | Kontinentální poháry | Kontinentální poháry | Celkem | Celkem |
| Sezóna  | Klub        | Soutěž  | Zápasy | Góly | Soutěž        | Zápasy        | Góly          | Soutěž               | Zápasy               | Góly                 | Zápasy | Góly   |
| ------- | ----------- | ------- | ------ | ---- | ------------- | ------------- | ------------- | -------------------- | -------------------- | -------------------- | ------ | ------ |
| 1958/59 | Alessandria | Serie A | 1      | 0    | IP            | 0             | 0             | -                    | 0                    | 0                    | 1      | 0      |
| 1959/60 | Alessandria | Serie A | 25     | 6    | IP            | 0             | 0             | -                    | 0                    | 0                    | 25     | 6      |
| 1960/61 | Milán       | Serie A | 30     | 6    | IP            | 1             | 0             | -                    | 0                    | 0                    | 31     | 6      |
| 1961/62 | Milán       | Serie A | 27     | 10   | IP            | 1             | 0             | Vel.P                | 2                    | 0                    | 30     | 10     |
| 1962/63 | Milán       | Serie A | 27     | 9    | IP            | 0             | 0             | PMEZ                 | 7                    | 2                    | 34     | 11     |
| 1963/64 | Milán       | Serie A | 27     | 7    | IP            | 1             | 0             | PMEZ+Int.P           | 2+2                  | 1+0                  | 32     | 8      |
| 1964/65 | Milán       | Serie A | 29     | 2    | IP            | 0             | 0             | Vel.P                | 0                    | 0                    | 29     | 2      |
| 1965/66 | Milán       | Serie A | 31     | 7    | IP            | 1             | 0             | Vel.P                | 4                    | 1                    | 36     | 8      |
| 1966/67 | Milán       | Serie A | 34     | 12   | IP            | 6             | 7             | Stř.P                | 2                    | 0                    | 42     | 19     |
| 1967/68 | Milán       | Serie A | 29     | 11   | IP            | 5             | 3             | PVP                  | 10                   | 1                    | 44     | 15     |
| 1968/69 | Milán       | Serie A | 28     | 3    | IP            | 4             | 1             | PMEZ                 | 7                    | 2                    | 39     | 6      |
| 1969/70 | Milán       | Serie A | 25     | 8    | IP            | 3             | 1             | PMEZ+Int.P           | 3+2                  | 2+1                  | 33     | 12     |
| 1970/71 | Milán       | Serie A | 26     | 6    | IP            | 10            | 7             | -                    | 0                    | 0                    | 36     | 13     |
| 1971/72 | Milán       | Serie A | 23     | 3    | IP            | 6             | 2             | UEFA                 | 8                    | 4                    | 37     | 9      |
| 1972/73 | Milán       | Serie A | 28     | 17   | IP            | 6             | 3             | PVP                  | 9                    | 0                    | 43     | 20     |
| 1973/74 | Milán       | Serie A | 26     | 6    | IP            | 5             | 1             | PVP+ES               | 6+2                  | 0                    | 39     | 7      |
| 1974/75 | Milán       | Serie A | 27     | 3    | IP            | 4             | 0             | -                    | 0                    | 0                    | 31     | 3      |
| 1975/76 | Milán       | Serie A | 14     | 1    | IP            | 5             | 1             | UEFA                 | 3                    | 0                    | 22     | 2      |
| 1976/77 | Milán       | Serie A | 27     | 4    | IP            | 7             | 0             | UEFA                 | 5                    | 0                    | 39     | 4      |
| 1977/78 | Milán       | Serie A | 30     | 6    | IP            | 5             | 1             | PVP                  | 1                    | 0                    | 36     | 7      |
| 1978/79 | Milán       | Serie A | 13     | 1    | IP            | 4             | 1             | UEFA                 | 5                    | 0                    | 22     | 2      |
| Celkem  | Celkem      | Celkem  | 527    | 128  | -             | 74            | 28            | -                    | 81                   | 14                   | 682    | 170    |

## Reprezentační kariéra
V národním týmu Itálie debutoval v 19letech a od první chvíle patřil k ústředním postavám týmu. Na MS 1970 se řadili Italové k favoritům, vždyť 2 roky předtím se stali mistry Evropy. Zahraniční odborníky překvapilo, že Rivera začal turnaj na lavičce. Žasli, jak moc dobrá asi bude Itálie, když si může dovolit posadit na lavku takového hráče. Diskuse o tom, zda by Rivera a Sandro Mazzola měli hrát spolu, nebraly konce. Jenže reprezentační trenér Ferruccio Valcareggi nasazoval Mazzolu na první poločas a Riveru na druhý. Opravdovou šanci dostal v semifinále proti Západnímu Německu. Svoji brankou tehdy rozhodl o vítězství 4:3. Navzdory tomu ve finále opět začal mezi náhradníky a na hřiště šel až 6 minut před koncem. To už bylo pozdě. Brazílie vyhrála 4:1. Když se Italové vraceli domů, přivítala je sprška rajčat. Všichni sklidili nelítostnou kritiku až na jednoho, Riveru.

### Statistika na velkých turnajích
| Reprezentace | Rok     | Zápasy             | Zápasy | Zápasy         | Zápasy           | Zápasy           | Zápasy       |
| Reprezentace | Rok     | Fáze turnaje       | Datum  | Soupeř         | Odehraných minut | Vstřelené branky | Výsledek     |
| ------------ | ------- | ------------------ | ------ | -------------- | ---------------- | ---------------- | ------------ |
| Itálie       | OH 1960 | 1 zápas ve skupině | 26. 8. | Tchaj-wan      | 90               | 2                | 4:1          |
| Itálie       | OH 1960 | 2 zápas ve skupině | 29. 8. | Velká Británie | 90               | 0                | 2:2          |
| Itálie       | OH 1960 | 3 zápas ve skupině | 1. 9.  | Brazílie       | 90               | 1                | 3:1          |
| Itálie       | OH 1960 | Semifinále         | 5. 9.  | Jugoslávie     | 120              | 0                | 1:1 v prodl. |
| Itálie       | OH 1960 | O 3. místo         | 9. 9.  | Maďarsko       | 90               | 0                | 1:2          |
| Itálie       | MS 1962 | 1 zápas ve skupině | 31. 5. | NSR            | 90               | 0                | 0:0          |
| Itálie       | MS 1966 | 1 zápas ve skupině | 13. 7. | Chile          | 90               | 0                | 2:0          |
| Itálie       | MS 1966 | 3 zápas ve skupině | 19. 7. | Severní Korea  | 90               | 0                | 0:1          |
| Itálie       | ME 1968 | Čtvrtfinále        | 5. 6.  | Sovětský svaz  | 120              | 0                | 0:0          |
| Itálie       | MS 1970 | 3 zápas ve skupině | 11. 6. | Izrael         | 45               | 0                | 0:0          |
| Itálie       | MS 1970 | Čtvrtfinále        | 14. 6. | Mexiko         | 45               | 1                | 4:1          |
| Itálie       | MS 1970 | Semifinále         | 17. 6. | NSR            | 74               | 1                | 4:3 v prodl. |
| Itálie       | MS 1970 | Finále             | 21. 6. | Brazílie       | 6                | 0                | 1:4          |
| Itálie       | MS 1974 | 1 zápas ve skupině | 15. 6. | Haiti          | 90               | 1                | 3:1          |
| Itálie       | MS 1974 | 2 zápas ve skupině | 19. 6. | Argentina      | 66               | 0                | 1:1          |

## Úspěchy

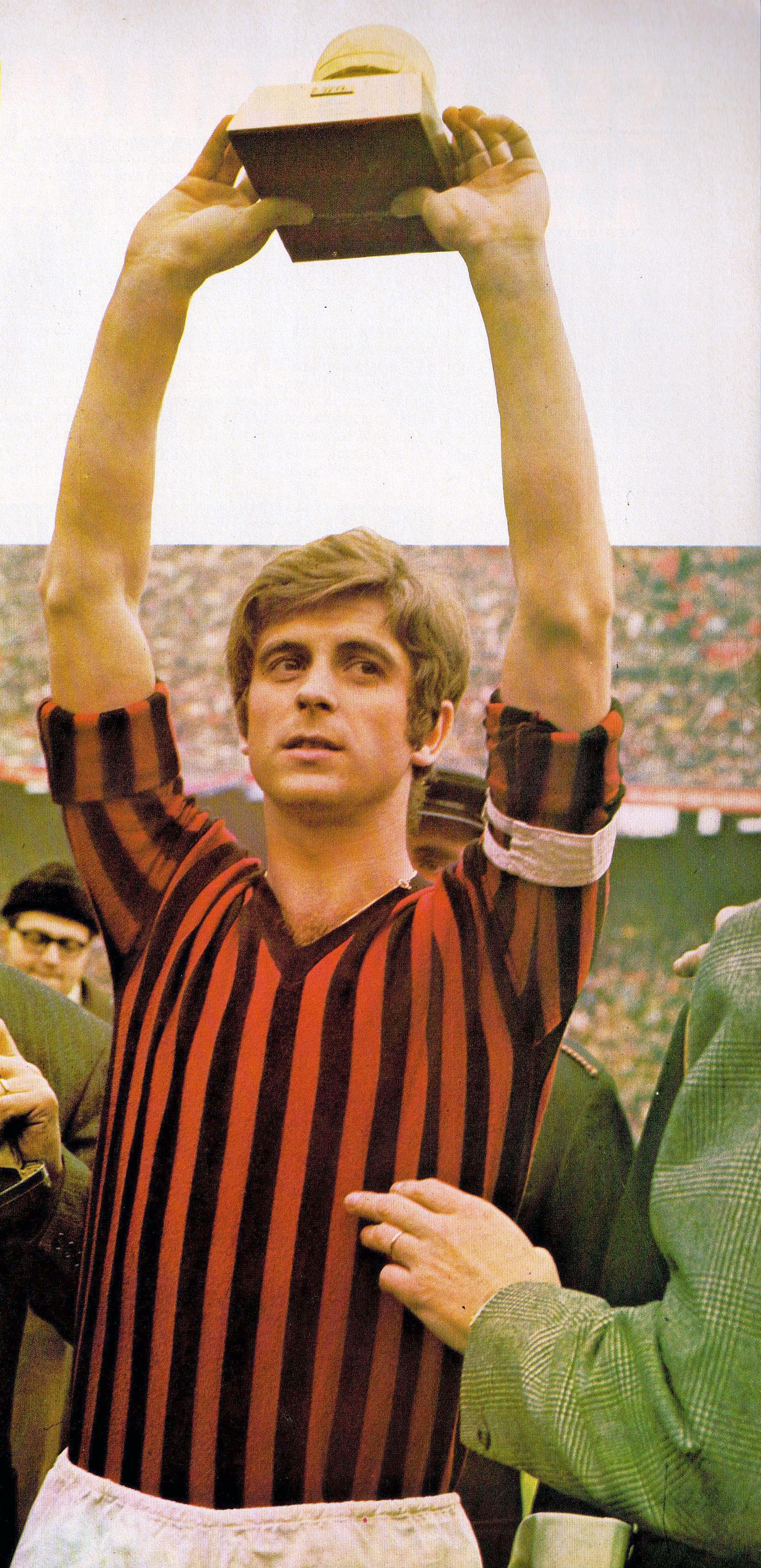
Rivera se Zlatým míčem za rok 1969

### Klubové
- 3× vítěz italské ligy (1961/62, 1967/68, 1978/79)
- 4× vítěz italského poháru (1966/67, 1971/72, 1972/73, 1976/77)
- 2× vítěz poháru PMEZ (1962/63, 1968/69)
- 2× vítěz poháru PVP (1967/68, 1972/73)
- 1× vítěz Interkontinentálního poháru (1969)

### Reprezentační
- 4× na MS (1962, 1966, 1970 - stříbro, 1974)
- 1× na ME (1968 - zlato)
- 1× na OH (1960)

### Individuální
- 1× Zlatý míč (1969)[4]
- nejlepší střelec ligy (1972/73)
- člen klubu Golden Foot (2003)
- člen klubu FIFA 100 (2004)
- člen širšího klubu záložníků v anketě o Zlatý míč – nejlepší tým (2020)

### Vyznamenání
Řád zásluh o Italskou republiku

 Řád sv. Agáty